# Foro Judicial Independiente
El Foro Judicial Independiente (en siglas, FJI) es una de las cinco asociaciones profesionales de jueces de España. Creada al amparo del artículo 127 de la Constitución Española de 1978, que prohíbe taxativamente a jueces y magistrados pertenecer a partidos políticos y sindicatos.

## Historia
Por esas fechas se habían constituido ya cuatro asociaciones, aunque una de ellas carecía en realidad de asociados y era prácticamente inoperativa, estando actualmente inactiva. Una parte de los jueces y magistrados, sin embargo, se mostraban decepcionados con el movimiento asociativo por el perfil claramente politizado de las asociaciones, preocupadas en exclusiva por controlar el Consejo General del Poder Judicial (CGPJ) y los nombramientos discrecionales competencia del mismo, la asunción en muchas ocasiones de forma más o menos directa del papel de correa de transmisión de los intereses de los partidos políticos que consideraban afines y la falta de defensa de los problemas profesionales. El resultado en esos 22 años es que de más del 70% de afiliación con que se inició el movimiento asociativo, integrado en sus inicios por una sola asociación, se pasó a una afiliación inferior al 40% dividida en tres asociaciones enfrentadas por motivos ideológicos y por el reparto de cargos, mientras los Jueces y Magistrados se enfrentaban a una sobrecarga de trabajo desmesurada, a la carencia de los más elementales derechos de los que gozaba cualquier trabajador público o privado, la permanente pérdida de poder adquisitivo de unas retribuciones que no se percibían adecuadas al esfuerzo y responsabilidad que supone ser Juez, las actuaciones disciplinarias arbitrarias, el trabajo en edificios insalubres e insuficientes y la falta de medios en general.
La gota que colmó el vaso y provocó una auténtica rebelión judicial fue la ley de Retribuciones que se tramitó durante el año 2002 y que se convertiría posteriormente en la Ley 15/2003, de 26 de mayo. Dicha Ley no sólo mantenía la competencia en materia de retribuciones en el Poder Ejecutivo, con el poder que ello otorga sobre un aspecto básico de la independencia judicial y no recuperaba la capacidad adquisitiva perdida durante más de diez años, sino que introducía un sistema de retribución basado en la productividad para supeditar una parte de las retribuciones a un aumento de la ya considerable carga de trabajo que en ese momento tenían los Jueces. Dicho sistema, a pesar de contar con la oposición de la mayoría de Jueces y Magistrados, fue expresamente apoyado por las dos asociaciones mayoritarias en ese momento. Al mismo tiempo, se tramitaba una reforma de la Ley Orgánica del Poder Judicial que sustituía la antigüedad como criterio principal para elegir destino por un sistema de méritos que abría la puerta a la arbitrariedad en esta materia.
Más de cien jueces, convocados por la Junta General de Jueces de Madrid, se concentraron el día 6 de junio de 2002 a las puertas del Ministerio de Justicia para protestar por la nueva ley Reguladora del Régimen Retributivo de la Carrera Judicial, entre ellos algunos de los fundadores de Foro y su primer presidente Benito Raboso del Amo, Magistrado de lo Social. Las protestas y las reacciones se extendieron a otras localidades y Juntas de Jueces.
Algunos de esos Jueces y Magistrados consideraron que no era suficiente realizar protestas esporádicas, sino que era preciso constituir una nueva asociación alejada por completo de la política de partidos, que realmente luchase por acabar con la influencia que los partidos políticos tenían en la Justicia a través del control del Consejo General del Poder Judicial, por defender los derechos profesionales de los Jueces, incluidos sus derechos retributivos, sin los cuales mal podía hablarse de independencia real de la Justicia y por la eficacia de la Justicia, la cual había de conseguirse mediante el aumento de los medios personales y materiales y no a través de someter a los Jueces a una sobrecarga de trabajo inasumible.
Este movimiento contó con el apoyo de Agustín Azparren Lucas, magistrado y vocal por entonces del CGPJ, que no pertenecía a ninguna de las asociaciones judiciales hasta entonces existentes, el cual se afilió a Foro Judicial Independiente en el año 2008, una vez que cesó como Vocal.

### Acto fundacional y estructura interna
El 18 de diciembre de 2002 tiene lugar el acto fundacional en Madrid, se inscribe la asociación en el Registro General del CGPJ el día 3 de enero de 2003, siendo su presidente Benito Raboso del Amo y el 23 de mayo de 2003 tiene lugar el Congreso Constituyente, también en Madrid, en el que es nombrado presidente Ángel Dolado Pérez, entonces Juez de Primera Instancia de Zaragoza y posteriormente Decano de esa misma ciudad. La primera asamblea general y congreso ordinario tuvieron lugar en Zaragoza en el mes de junio del año 2004. Desde entonces anualmente y sin falta se han celebrado, tal y como prevén los estatutos, asambleas generales y congresos todos los años. Han sido presidentes, además de los citados,, Conrado Gallardo Correa, Magistrado de la Audiencia Provincial de Sevilla, Javier Varona Gómez-Acedo, Magistrado del Tribunal Superior de Justicia de Canarias, y Concepción Rodríguez González del Real, magistrada del Juzgado de Menores n.º 1 de Madrid.
A lo largo de estos años Foro Judicial Independiente en la forma ha tenido un funcionamiento estrictamente democrático, guiándose por las decisiones de su órgano soberano, la Asamblea General, a la que están llamados todos los asociados sin excepción. Además de las asambleas ordinarias, cuando se ha considerado preciso por la entidad de la decisión o por la falta de directrices precisas, por ser materia no tratada por la Asamblea, está previsto en los Estatutos la consulta por medios telemáticos, siendo la más importante de los llevados a cabo la que llevó a tomar parte a la asociación en la huelga de Jueces del año 2009. Los órganos que toman las decisiones entre Asambleas son la Gestora Nacional y la Coordinadora Nacional. La Gestora, órgano ejecutivo de Foro, ha querido conservar este nombre no por razón de que sea un órgano provisional, sino para subrayar su carácter de mero gestor de las decisiones de la Asamblea. La Coordinadora está integrada por los miembros de la Gestora y por los representantes de las distintas secciones territoriales y se configura como un órgano de control del cumplimiento de las decisiones de la Asamblea.

### Ideario de Foro Judicial Independiente
En el fondo, Foro Judicial Independiente ha defendido de forma constante la necesaria reforma del CGPJ, de modo que los vocales judiciales sean elegidos por los Jueces, conforme al principio de un Juez, un voto. Igualmente su lucha ha sido constante en la defensa de los intereses profesionales de los Jueces como parte esencial de su independencia. Aspectos como la mejora retribuciones de los Jueces, la prevención de riesgos laborales, la conciliación de la vida profesional con la familiar y afectiva, la necesidad de tener una jornada de trabajo razonable y permisos y vacaciones que permitan el necesario descanso, la promoción profesional por mérito y capacidad, desterrando un sistema basado en la arbitrariedad y la afinidad asociativa o política para la designación de las presidencia o la lucha contra sedes judiciales insalubres, incómodas y peligrosas se han tratado desde su primer congreso y se han defendido en todos los ámbitos.
En el plano asociativo Foro Judicial Independiente defiende, con independencia de la saludable pluralidad de asociaciones (pluralidad que es propia de un régimen democrático), la necesidad de asociarse de los Jueces y la unidad de actuación de las asociaciones como única forma de conseguir la fuerza necesaria para cambiar las cosas. Desde este punto de vista se han promovido todo tipo de iniciativas para coordinarse con las otras asociaciones, creando incluso organismos integrados por todas, en la lucha por objetivos comunes, apartando lo que nos separa y poniendo de relieve lo que nos une. Siempre ha estado dispuesta a dialogar con las demás asociaciones y a actuar conjuntamente con ellas y así lo ha hecho cada vez que ha podido. Una asociación única que respete en su seno la pluralidad de la carrera judicial y permita corrientes organizadas y con capacidad de actuación propia, al modo de Italia o Portugal, es un objetivo que Foro nunca ha descartado.
A  largo de estos años, coincidiendo con el surgimiento y desarrollo de Foro y con su intervención directa, ha habido un cambio de postura del movimiento asociativo que ha derivado hacia un mayor activismo sindical; fruto de esta nueva actitud y de la colaboración de las asociaciones se han conseguido avances importantes en las reivindicaciones profesionales de los Jueces y Magistrados como que la paga extra sea equivalente a una paga ordinaria, la supresión de la responsabilidad civil profesional directa, la creación de un plan de riesgos laborales, con una comisión en el Consejo General del Poder Judicial que trabaja los temas de salud y seguridad laboral, la anulación práctica del sistema de productividad basada en el trabajo a destajo y la distribución de las cantidades entre todos los Jueces, la supresión del ascenso forzoso y la introducción de importantes mejoras, especialmente en materia de permisos, para conciliar la vida profesional y familiar. Foro Judicial Independiente junto con Francisco de Vitoria promovieron la primera huelga de Jueces y Magistrados que fue convocada el día 30 de enero de 2009.
También se ha producido a lo largo de estos años cambio en la percepción de los ciudadanos y de parte de los políticos con respecto a los problemas de la Justicia. Hoy día, al contrario de lo que ocurría en el año 2002, hay una mayor conciencia pública de la necesidad para el sistema democrático de una Justicia independiente y eficaz, de los problemas para la independencia que plantea la actual forma de elección del CGPJ, de la necesidad de mejorar la situación profesional de los Jueces para mejorar la Justicia y de que buena parte de la ineficiencia del sistema judicial hay que achacarla a la desatención de que es objeto por parte de los otros poderes, salvo para manipularla en favor de sus intereses.